# Чемерница (Вировитица)
Чемерница је насељено место у саставу града Вировитице у Вировитичко-подравској жупанији, Република Хрватска.

## Историја
До територијалне реорганизације у Хрватској налазила се у саставу старе општине Вировитица.

## Становништво
На попису становништва 2011. године, Чемерница је имала 653 становника.

## Попис 1991.
На попису становништва 1991. године, насељено место Чемерница је имало 510 становника, следећег националног састава:
| Попис 1991.‍  | Попис 1991.‍  | Попис 1991.‍ | Попис 1991.‍ | Попис 1991.‍ |
| ------------ | ------------ | ----------- | ----------- | ----------- |
|              |              |             |             |             |
| Хрвати       | Хрвати       |             | 400         | 78,43%      |
| Срби         | Срби         |             | 71          | 13,92%      |
| Југословени  | Југословени  |             | 15          | 2,94%       |
| Мађари       | Мађари       |             | 1           | 0,19%       |
| Руси         | Руси         |             | 1           | 0,19%       |
| Чеси         | Чеси         |             | 1           | 0,19%       |
| неопредељени | неопредељени |             | 12          | 2,35%       |
| регион. опр. | регион. опр. |             | 1           | 0,19%       |
| непознато    | непознато    |             | 8           | 1,56%       |
| укупно: 510  |              |             |             |             |